# 真・女神転生-20XX
『真・女神転生-20XX』（しん・めがみてんせい ニセンエックス）は、携帯電話用に配信された日本のモバイルゲーム。本項では、外伝作品『真・女神転生 デビルコロシアム 20XX』についても併せて記載する。

## 概要
本作は『デジタル・デビル物語 女神転生』『真・女神転生if...ハザマ編』に続いてアトラスモバイルコンテンツで配信された携帯電話用の女神転生シリーズ第3弾。ゲームバランス的には前2作に比べると難易度が高く設定されている。時代は『真・女神転生II』の数十年前という設定で、グラフィックやBGMは『真・女神転生II』および『if...』のものがベースになっている。

## システム
フィールドマップはなく、3Dダンジョンのみで構成されている。敵として出現する悪魔とTALKし仲魔にしてパーティーを編成する仲魔システム、それらを合体させて強力な仲魔を作り出す悪魔合体システムは健在。携帯電話では初めて属性システムを採用しており、行動によって主人公の属性（ALIGN）が秩序的なLAWと混沌的なCHAOS、両者の中間であるNEUTRALに変化し、それに応じて結末が変化する。

## ストーリー
199X年、突如として出現した悪魔の群れに東京は大混乱に陥った。これを重く見た合衆国大使トールマンは悪魔の群れを一掃するためにICBMを発射、東京は壊滅した。それから30年後、メシア教の手によって完成した「カテドラル」の支配権を巡る戦いはメシア教の勝利に終わった。激しい戦いの末、生き残った人々はカテドラルに集い、街ができた。それから数十年、かつての東京は「TOKYOミレニアム」として復興しつつあった。
その一角、ヴァルハラスラムに住む少年はある日、謎の男からCOMPを受け取る。

## 登場人物
主人公（デフォルト名なし）
本作の主人公。TOKYOミレニアムのヴァルハラエリアのスラムに住んでいる少年。幼少時の記憶を持たずに、ただひたすらに強くなることを求めてストリートファイトに明け暮れている。謎の男から悪魔召喚プログラムの入ったCOMPを受け取り、ジムで強さに磨きをかけていく。
容姿は不明だが、彼のトレーナーいわく「鍛えているようだが、余分な肉も付いている」らしい。
アイン（デフォルト名/変更可）
記憶喪失の少女。ヴァルハラエリアの旧地下街にいたところを主人公と出会う。ジオ系やディア系の魔法を使うことができる。基本的に丁寧で控えめな性格。
後に幼き日の彼女、そして主人公に降りかかった悲劇が明らかとなる。
モス
主人公の友人。グリーンの服を着ている太り気味の体格の少年。もっと強くなりたいと言う主人公に謎の男を紹介する。
トレーナー
ジムに入部してきた主人公の後見役となる筋肉質な男性。口調はぶっきらぼうだが人情味がある。上司であるオーナーのことは、あまり良く思っていないらしい。
オーナー
ヴァルハラにあるジムのオーナーで、サングラスをしている男性。やや気障なところが目に付く。
アドニス羽田（アドニスはねだ）
『真・女神転生II』にも登場した羽田ジムオーナーの現役時代の姿。フェザーアドニスの異名を持つ、素早さを身上とする戦士。コロシアム準決勝戦で主人公と対決する。この当時はまだオカマ口調ではないが、言動は高慢でナルシスト気味。
ツネ岡本（ツネおかもと）
『真・女神転生II』にも登場した岡本の現役時代の姿。キラーツネの異名を持つ剛毅な性格。双剣の戦士。コロシアム決勝戦で主人公と対決する。この当時はまだ隻眼ではない。
マダム
『真・女神転生II』にも登場したヴァルハラ・エリアの管理者。ヴァルハラは勿論、ミレニアムの情報にも精通している。コロシアムを制覇したものしか、彼女との直接対面は許されない。主人公やアインのことについても知っているらしく、本作でもイベント上重要な役割を担う。
ラーメド
やや傲慢な「メシア教」を信仰する戦士。後にテンプルナイトとなり神に忠誠を誓う。
メタトロン
「ガイア教」の「あるプロジェクト」とその産物であるアインの追討指揮官。何でもその「あるプロジェクト」に興味を抱いている。
マーラ
「ガイア教」の「あるプロジェクト」の総責任者。大魔王ルシファーの命により、「メシア教に禁断の果実を食べさせた」。

## 真・女神転生 デビルコロシアム 20XX
『真・女神転生 デビルコロシアム20XX』（しん・めがみてんせい デビルコロシアム ニセンエックス）は、『真・女神転生20XX』の外伝作品。コロシアムでの戦闘と悪魔合体に重点が置かれており、悪魔グラフィックは『真・女神転生II』に準拠している。

### システム（デビルコロシアム20XX）
主人公は戦闘に参加せず、最大6人の悪魔でパーティーを組んで戦いを勝ち抜いていく方式である。コロシアムにはE～AランクとSランクがあり、ランクアップバトルでランクごとのボスを倒すことによってランクを上げていくことが可能になる。

### ストーリー（デビルコロシアム20XX）
謎の男が孤児院に預けた双子の赤子（兄妹）。しかし兄は謎の悪魔に憑依され、妹の頬に傷をつけて姿を消してしまう。妹は謎の男から託されていたCOMPを解析し、悪魔召喚プログラムを開発する。そして彼女が14歳になったころ、兄を探すためデビルコロシアムに身を投じる…。

### 登場人物（デビルコロシアム20XX）
双子の妹（デフォルト名なし）
本作の主人公。COMPを解析した際に悪魔召喚プログラムを開発する。仲魔にできるレベルの上限は彼女のレベルに比例する。
双子の兄（デフォルト名なし）
神霊YHVHに憑依された双子の兄。従僕を養うマグネタイトを確保するためにデビルコロシアムを開催する、コロシアムの主催者。コロシアムを勝ち抜いた妹を「人類の救世主」と称する。
謎の男
双子の赤子にCOMPを持たせ孤児院に預けた男。将来、双子に変化が起こることを予言していた。